# Estación Finlyandsky
La estación Finlyandsky (en ruso: Финля́ндский вокза́л, Finlyandsky vokzal), también conocida como estación de Finlandia, es una estación de ferrocarril de la ciudad de San Petersburgo, Rusia. Fue inaugurada en 1870 y opera la línea con destino a Helsinki y Výborg. 
La terminal es, también, parte de la línea de alta velocidad entre San Petersburgo y Helsinki. Todos los trenes procedentes de la capital finlandesa llegan hasta Finlyandsky, excepto el tren hacia Moscú, que es operado por la estación Ládozhsky. La entrada a la estación de metro Plóshchad Lénina está en el edificio de la estación Finlyandsky.

## Historia
La estación fue construida por Suomen Valtion Rautatiet, los Ferrocarriles Finlandeses, como la estación más oriental de la línea Riihimäki-San Petersburgo, y en su construcción trabajaron ingenieros finlandeses con fondos que habían recibido de un préstamo del gobierno ruso. La estación fue diseñada por arquitectos rusos y finlandeses e inaugurada en 1870. En su interior tenía un pabellón especial para la realeza rusa.

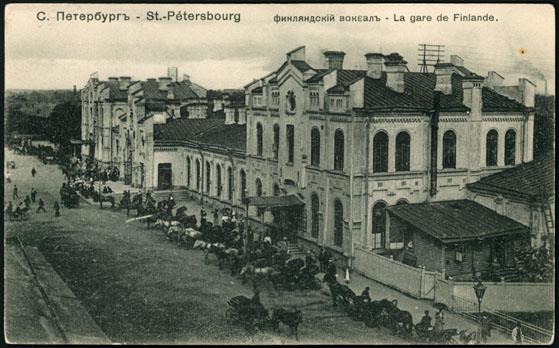
La estación en 1900-1917.

Fue gestionada por los Ferrocarriles Finlandeses hasta comienzos de 1918, cuando partió el último tren en un trayecto que transportaba personal y equipamiento, así como algunos fineses que escapaban de la Revolución rusa, con destino a Finlandia. Posteriormente, la propiedad de la estación pasó a ser de Rusia e intercambiada con los finlandeses por propiedades en la capital nórdica, incluyendo el Aleksanterin Teatteri, el Teatro Alejandro de Helsinki.
El 3 de abril de 1917, llegó a la estación Vladímir Lenin, procedente de Suiza y con permiso de las autoridades del Imperio alemán de viajar en un vagón acorazado por su territorio, para preparar la Revolución de Octubre. El histórico evento está conmemorado con una estatua de Lenin en la plaza donde se encuentra la estación ferroviaria. A su vez, este acontecimiento quedó plasmado en el título del libro de Edmund Wilson, To the Finland Station (1940), un estudio realizado sobre el pensamiento revolucionario.

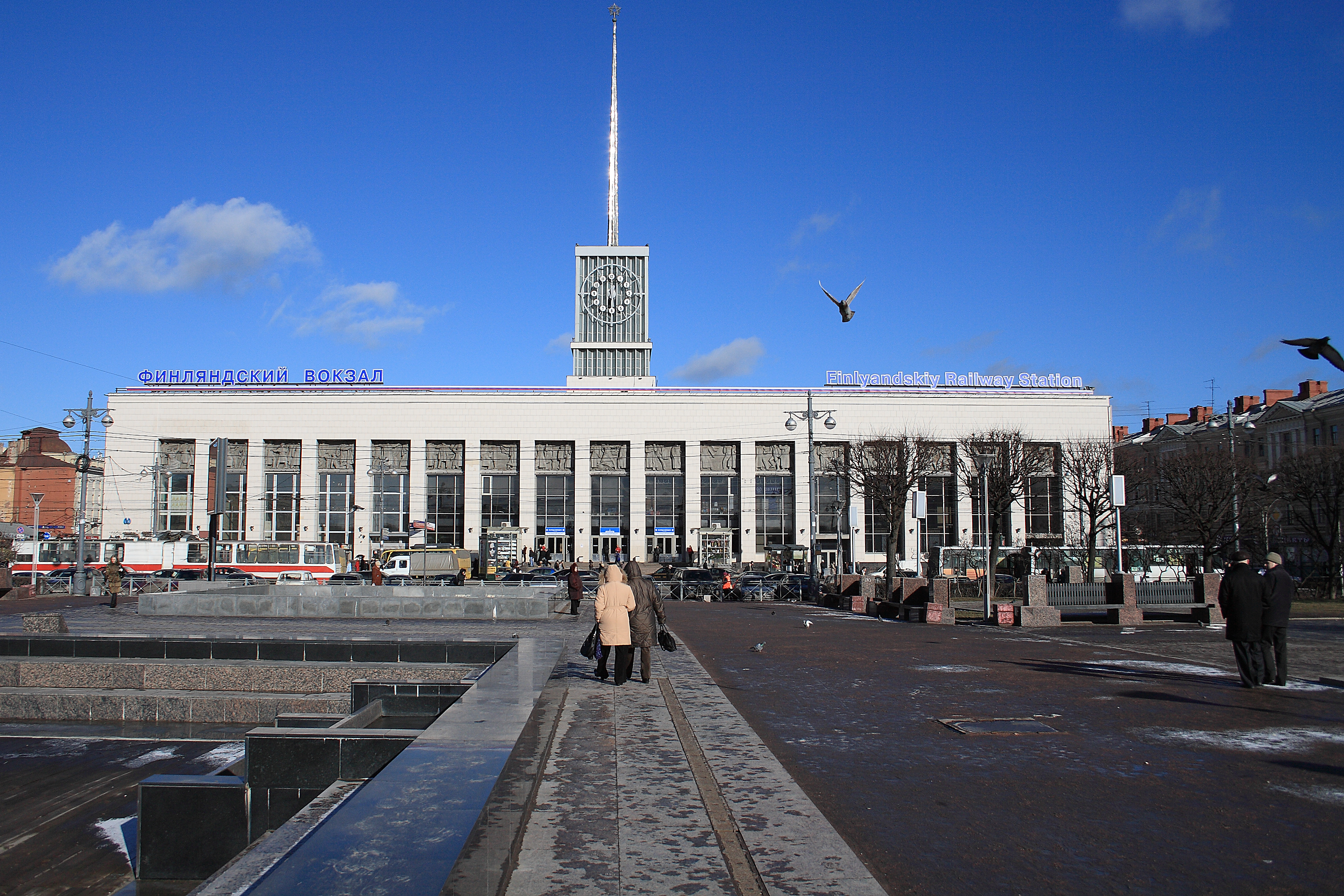
Edificio principal y acceso a la estación.

Tras los disturbios de las Jornadas de Julio, cuando obreros y soldados se toparon con las tropas del gobierno en la capital, Lenin tuvo que abandonar la ciudad con destino a Finlandia para evitar ser arrestado. Lenin regresó a dicho país disfrazado como trabajador del ferrocarril y protegido por Eino Rahja y Alexander Shotman el 9 de agosto de 1917. En las dos ocasiones que el líder bolchevique cruzó la frontera ruso-finlandesa lo hizo mediante el tren número 293 conducido por el ingeniero finés Hugo Jalava. Esta locomotora fue, décadas después, donada por el gobierno de Finlandia a la Unión Soviética e instalada en la estación Finlyandsky, donde se continúa mostrando en la actualidad.
Durante el asedio de Leningrado entre 1941 y 1943, la estación fue la única de todo Leningrado que se mantenía en uso. La línea ferroviaria conectaba Leningrado con una estación próxima a la orilla occidental del lago Ládoga, para poder suministrar las zonas no ocupadas de la Unión Soviética que llegaban por el lago, ya sea por barco o sobre el propio lago helado, camino que fue conocido como el "Camino de la Vida".
En la década de 1950, el edificio de la estación, muy deteriorado por las guerras, fue demolido y reemplazado por uno que fue inaugurado en 1960. El edificio fue diseñado con varios ornamentos que glorifican la Revolución de octubre e incorpora un pórtico que recuerda al original de 1870.
El 1 de abril de 2009, la estatua de Lenin fue atacada con una bomba que provocó un agujero de entre 80 y 100 centímetros en la parte trasera de la estatua.

## Trenes y destinos

### Larga distancia
| N.º de tren | Nombre tren              | Destino  | Operado por               | Notas                                |
| ----------- | ------------------------ | -------- | ------------------------- | ------------------------------------ |
| 033/034     | Repin (rus: Репин)       | Helsinki | Ferrocarriles Rusos       | Terminado el 13 de diciembre de 2010 |
| 035/036     | Sibelius (fin: Sibelius) | Helsinki | Ferrocarriles Finlandeses | Terminado el 13 de diciembre de 2010 |

### Otros destinos
| País  | Destinos |
| ----- | -------- |
| Rusia | Vyborg   |

### Alta velocidad
| N.º de tren     | Nombre tren                         | Destino  | Operado por       |
| --------------- | ----------------------------------- | -------- | ----------------- |
| 151/152 155/156 | Allegro (fin: Allegro rus: Аллегро) | Helsinki | / Karelian Trains |

### Destinos suburbanos
Los trenes suburbanos de cercanías (elektrichka) conectan la estación de Finlyandsky con las localidades de Sestroretsk, Zelenogorsk, Primorsk y Výborg.